# Большой концертный дуэт
Большой концертный дуэт (фр. Grand Duo Concertant) Op. 48 для кларнета и фортепиано — сочинение Карла Марии фон Вебера, написанное в 1815—1816 гг.

## Состав
1. Allegro con fuoco
2. Andante con moto
3. Rondo: allegro

## История создания и исполнения
Вебер начал работу над пьесой, предполагая написать сонату, и первоначально сочинил Andante до минор и рондо ми бемоль мажор, закончив их к 22 июля. Это происходило во время поездки композитора в Мюнхен летом 1815 года, Вебер остановился у кларнетиста Генриха Бермана, с которым уже прежде сотрудничал и вместе концертировал. Предполагается, что Вебер и Берман исполнили первые две части 2 августа для баварского короля Максимилиана I. Тем не менее, Вебер не поставил на новой пьесе посвящение Берману, которому были посвящены его предыдущие композиции для кларнета, — что даёт некоторым специалистам основание полагать, что именно эта пьеса предназначалась для другого кларнетиста, Иоганна Симона Хермштедта (в дневнике Вебера упоминается, что он сочинял по заказу Хермштедта, но такие произведения не найдены). Год спустя, летом 1816 года, Вебер взялся за Allegro в сонатной форме (также ми бемоль мажор), завершив его к 8 ноября, но при этом отказался от итоговой квалификации сочинения как сонаты, избрав другое название — которое, как замечает Джон Уоррак, в большей степени отражает природу произведения: «драматическое представление характера инструментов, показанных двумя виртуозами» (по мнению Уоррака, сонатные рамки вообще были для Вебера тесны и неорганичны). Дуэт был впервые издан в Берлине в 1817 году. Первое известное исполнение полной, трёхчастной версии дуэта относится к 30 декабря 1823 года: в Дрездене, где жил и работал Вебер, его исполнили первый кларнет руководимого композитором оркестра Иоганн Готлиб Котте и ученик Вебера пианист Юлиус Бенедикт.

## Характеристика музыки
Юлиус Бенедикт в 1881 году полагал, что Концертный дуэт Вебера — одно из лучших его сочинений и лучшее сочинение для этой пары инструментов вообще.

## Транскрипции и исполнения
Мориц Ганц опубликовал транскрипцию дуэта для виолончели и клавира (1838), Фабиан Рефельд — для альта и клавира (1881). Партия кларнета исполнялась и на других инструментах — так, Пабло Сарасате играл её на скрипке.